# ヌクマヌ環礁
ヌクマヌ環礁（ヌクマヌかんしょう、英語: Nukumanu）は南西太平洋の環礁。ヌクナム諸島とも呼ばれ、一般的にはタスマン諸島と呼ばれる。

## 地理
パプアニューギニアに属しているが、同国領地からは非常に遠い地にあり、ニューアイルランド島西端から700km程東にある。最も近い陸地はオントンジャワ環礁でヌクマヌ環礁の50km程南に存在するが、この環礁は国境をはさんでソロモン諸島に属している。環礁は20以上の島から成っており、大きな礁湖を囲んでいる。ヌクマヌの諸島はいずれも環礁に形成された州島であり海からの高さは低い。定住者のある本島のヌクマヌ島は環礁の東端にある。

## 歴史
ポリネシア人史では、主な商的、文化的取引は近隣のオントンジャワ環礁と行われ、ヌクマヌの住民との間に多くの文化的類似点を共有した。
近世以降は19世紀末にドイツ帝国領になり、1914年の第1次世界大戦のドイツ敗北後にオーストラリアの管理下に入った。
アメリア・イアハートとフレッド・ヌーナンが太平洋で遭難するまでの経路の最終地点とされている。
ヌクマヌの住民の利用できる陸地資源はとても少なく、タロイモやバナナが栽培されている。ココナッツの内部の柔らかい部分は島民の主食として不可欠なものであり、果肉部は生魚や貝と共に食される。また、島民はナマコを取るために礁湖へ潜って漁をする。これは真珠層を作るのに使われるニシキウズガイ属の貝と共に主にアジアに輸出され、ヌクマヌ経済の根幹と成っている。

## 人類学
環礁のポリネシア人住民の先祖はポリネシア人が西進して到達したとされる。言語はサモア・域外ポリネシア語群の一つに分類されている。ヌクマヌ環礁はオントンジャワ環礁と共にメラネシア列島に位置しているにもかかわらずポリネシア文字を保持している。
ヌクマヌの住民の最初の本格的な調査は1908年から1910年にかけて南洋で行われたドイツの科学遠征の中、ドイツの民族誌学者Ernst SarfertとHans Dammによって行われた。この遠征ではヌクマヌとオントンジャワを訪れ、そこで研究が行われた。彼らの研究結果として"Luangiua und Nukumanu"が1931年に出版されている。

## 註
1. ↑  David Stanley, South Pacific handbook
2. ↑  Sarfert, Ernst, and Hans Damm. "Luangiua und Nukumanu." Ergebnisse der Südsee Expedition, 1908-1910. Hamburg 1931. Vol I
3. ↑  Hermann Joseph Hiery: Die deutsche Verwaltung Neuguineas 1884-1914, in: Ders. (Hrsg.), Die deutsche Südsee 1884-1914, Paderborn u.a. 22001, S. 279ff.
4. ↑  [Polynesian languages Ethnologue - Nukumanu Language]

## 関連書籍
- Sarfert, Ernst, and Hans Damm. Luangiua und Nukumanu. Ergebnisse der Südsee Expedition, 1908-1910. Hamburg 1931, 2 vols.